# Exército Islâmico no Iraque
O Exército Islâmico no Iraque (IAI)  é uma das várias organizações militantes (ou mujahideen) islamitas clandestinas formadas no Iraque após a invasão do Iraque em 2003 pelos Estados Unidos e pelas forças militares da coalizão e do subsequente colapso do governo baathista liderado por Saddam Hussein. O grupo armado opera  contra a "ocupação militar" do Iraque, praticando atos terroristas e sequestros de reféns para fins financeiros.
Embora carregue um título islâmico, o grupo combina o islamismo com o nacionalismo iraquiano e tem sido rotulado como "resistência" pelo vice-presidente sunita iraquiano Tariq al-Hashemi, apesar dos ataques regulares contra soldados e policiais iraquianos, bem como às milícias xiitas tais como o Exército Mahdi e a Organização Badr.
Após a retirada das forças estadunidenses do Iraque no final de 2011, o Exército Islâmico no Iraque se desmobilizou e voltou-se para o ativismo político, criando o Movimento Popular Sunita.  Os grupos que se afastaram da oposição armada em direção ao ativismo foram criticados por outros grupos militantes, incluindo grupos que o Exército Islâmico no Iraque havia anteriormente se aliado com tais como Jaysh al-Mujihadeen
Desde o início de 2014, no entanto, o grupo tem sido ativo na continua violência anti-governo em Ambar e no norte do Iraque. O grupo atua principalmente nas províncias de Diala e Saladino. 